# Schwenkia paniculata
Schwenkia paniculata là loài thực vật có hoa trong họ Cà. Loài này được (Raddi) Carvalho miêu tả khoa học đầu tiên năm 1969.